# Željko Rebrača
Željko Rebrača (cyr. Жељко Ребрача; ur. 9 kwietnia 1972 w Apatinie) – serbski koszykarz, występujący na pozycji środkowego, mistrz świata, Europy, wicemistrz olimpijski.
W 1994 roku został wybrany w drafcie NBA przez Seattle Supersonics – II runda, 54 numer.

## Osiągnięcia
Na podstawie, o ile nie zaznaczono inaczej.
NBA
- Zaliczony do II składu debiutantów NBA (2002)[4]
- Uczestnik meczu gwiazd pierwszoroczniaków NBA (2002)
- Debiutant miesiąca NBA (kwiecień 2002)

Klubowe
- Mistrz:
  - Euroligi (1992, 2000)
  - Jugosławii (1992, 1995)
  - Grecji (2000, 2001)
  - Włoch (1997)
- Wicemistrz:
  - Suproligi (2001)
  - Jugosławii (1993, 1994)
  - Włoch (1999)
- Brąz Euroligi (1998)
- Zdobywca:
  - pucharu:
    - Saporty (1999)
    - Jugosławii (1992, 1994, 1995)

  - superpucharu Włoch (1997)
- Finalista:
  - pucharu:
    - Jugosławii (1993)
    - Włoch (1998)
    - Grecji (2000, 2001)

  - superpucharu Włoch (1995)
- Uczestnik rozgrywek Final Four Euroligi (1998, 2001)

Indywidualne
- MVP:
  - Final Four Euroligi w (2000)
  - Pucharu Grecji (2000)
  - finałów ligi greckiej (2001)
  - meczu gwiazd ligi włowskiej (1999)
- Uczestnik meczu gwiazd:
  - Euro All-Star Game (1996–1999)
  - ligi włoskiej (1999)
  - ligi greckiej (2001)
- Lider ligi greckiej w blokach (2000)

Reprezentacja
- Mistrz:
  - świata (1998)
  - Europy (1995, 1997)
- Wicemistrz:
  - olimpijski (1996)
  - turnieju FIBA Diamond Ball (2000)
- Uczestnik:
  - igrzysk olimpijskich (1996, 2000 – 6. miejsce)
  - mistrzostw:
    - Europy:
      - 1995, 1997, 2005 – 11. miejsce
      - U–18 (1990 – 5. miejsce)

    - świata U–19 (1991 – 4. miejsce)
- Zaliczony do I składu mistrzostw świata w Atenach (1998)